# WWF Women's Tag Team Championship
O WWF Women's Tag Team Championship (em português: Título Feminino de Duplas da WWF) foi um título feminino de tag team da World Wrestling Federation. Foi estabelecido em 13 de Maio de 1983, tendo Velvet McIntyre e Princess Victoria como primeiras campeãs. Na verdade, o título foi uma das formas da WWF fazer concorrência com a National Wrestling Alliance, que possuía o NWA Women's Tag Team Championship. Teve apenas quatro duplas diferentes reinando como campeãs, até o título ser abandonado em 1989.

## História do título
| Wrestlers                           | Reinos | Data                  | Local             | Notas                                                                          |
| ----------------------------------- | ------ | --------------------- | ----------------- | ------------------------------------------------------------------------------ |
| Velvet McIntyre e Princess Victoria | 1      | 13 de Maio de 1983    | Calgary, Alberta  | Derrotaram Joyce Grable e Wendi Richter para se tornarem as primeiras campeãs. |
| Velvet McIntyre e Desiree Petersen  | 1      | Dezembro de 1984      | ?                 | Petersen substituiu Victoria.                                                  |
| Leilani Kai e Judy Martin           | 1      | Agosto de 1985        | Egito             | [ 1 ]                                                                          |
| Noriyo Tateno e Itsuki Yamazaki     | 1      | 24 de Janeiro de 1988 | Hamilton, Ontario | Venceu uma 2-out-3 falls match no Royal Rumble                                 |
| Leilani Kai e Judy Martin           | 2      | 8 de Junho de 1988    | Omiya, Japão      | Venceu o título por countout                                                   |